# 1942 chez Disney
Cet article présente la liste des évènements de la Walt Disney Productions ayant eu lieu en 1942.

## Événements

### Janvier
- 13 janvier 1942, Sortie du court métrage All Together[1]
- 16 janvier 1942, Sortie du Donald Duck Donald forgeron[2]
- 23 janvier 1942, Sortie du court métrage The New Spirit[3]

### Février
- 7 février 1942, Sortie du Mickey Mouse L'Anniversaire de Mickey[4]

### Mars
- 18 mars 1942, L'El Capitan Theatre est rebaptisé Hollywood Paramount et transformée en un cinéma d'architecture art moderne[5]
- 20 mars 1942, Sortie du Mickey Mouse L'Heure symphonique[6]

### Avril
- 10 avril 1942, Sortie du Donald Duck Donald bagarreur[7]

### Mai
- 14 mai 1942, Décès de Frank Churchill, compositeur[8]
- 22 mai 1942, Sortie du Pluto La Mascotte de l'armée[9]

### Juin
- 12 juin 1942, Sortie du Donald Duck Le Jardin de Donald[10]

### Juillet
- 3 juillet 1942, Sortie du Pluto Pluto somnambule[11]
- 24 juillet 1942, Sortie du Donald Duck La Mine d'or de Donald[12]
- 30 juillet 1942, Sortie du court métrage Out of the Frying Pan Into the Firing Line premier rôle vedette de Minnie Mouse[13].

### Août
- 8 août 1942, Première mondiale de Bambi à Londres[14], au New Gallery Cinema[15]
- 13 août 1942, Première américaine de Bambi à New York au Radio City Music Hall[16]
- 14 août 1942, Sortie du Pluto Un os pour deux[17]
- 24 août 1942, Première mondiale du film Saludos Amigos au Brésil[18]

### Septembre
- 4 septembre 1942, Sortie du Dingo Dingo joue au baseball[19]

### Octobre
- 9 octobre 1942, Sortie du Dingo Dingo champion olympique[20]
- 22 octobre 1942, Naissance d'Annette Funicello, actrice et chanteuse
- 23 octobre 1942, Sortie du Dingo Comment être un bon nageur[19]

### Novembre
- 6 novembre 1942, Sortie du Donald Duck Donald parachutiste[21]
- 20 novembre 1942, Sortie du Pluto Pluto au zoo[22]
- 23 novembre 1942, Sortie du court métrage documentaire South of Border with Disney[23]

### Décembre
- 4 décembre 1942, Sortie du Dingo Dingo va à la pêche[19]
- 18 décembre 1942, Sortie du Donald Duck Donald groom d'hôtel[24]